# وداع السلافية (نصب تذكاري)
النصب التذكاري وداع السلافية (بالروسية: Памятник: прощание славянки) هو نصب تذكاري في محطة بيلوروسكي للسكك الحديدة في مدينة موسكو. تم إقامته تكريماً لموسيقى مارش وداع السلافية وذلك بمبادرة من الجمعية التاريخية العسكرية الروسية وبدعم من شركة السكك الحديدية الروسية، وأُفتُتِحَ في 8 مايو 2014 في الساحة الواقعة بين مبنى محطة بيلوروسكي والسكة الحديدية.

## الافتتاح
وقد حضر حفل الافتتاح رئيس السكك الحديدية الروسية، ورئيس الجمعية التاريخية العسكرية الروسية، ووزير الثقافة الروسي، وابنة فاسيلي أغابكين (مؤلف موسيقى وداع السلافية): آزا سفيردلوف، وصانعوا النصب، وبعض من قدامى المحاربين في الحرب الوطنية العظمى.

## وصف تفصيلي
النصب عبارة عن قطعة منحوتة من البرونز تصور جنديًا يرتدي زي الحرب العالمية الأولى وفتاة تعانقه من رقبتها وتودعه. لا يتعدى ارتفاع التمثال 2 متر، ويقف على حلقة برونزية تقع على حجارة الرصف. على الحلقة، كتبت كلمات النسخة الأكثر شيوعًا من القصائد لموسيقى «وداع السلاف». يوجد على يسار ويمين التمثال عمودا إنارة عليهما هياكل برونزية على شكل دروع تشير إلى عامي "1914" (على اليسار) و "1941" (على اليمين) وعناصر من الأسلحة الصغيرة من زمن الحرب العالمية الأولى والثانية. تحت هياكل الدروع على عمود الإنارة يوجد لوحتان تحتوي على معلومات تفيد بأن النصب التذكاري تم إنشاؤه بواسطة الجمعية التاريخية العسكرية الروسية بدعم من السكك الحديدية الروسية.

### الأسلحة الألمانية
بعد افتتاح النصب، حدثت إثارة جدل وإنتقادات للنصب. حيث تم تزيين عمود الإنارة ذو هيكل الدرع "1941" ببندقيتين ألمانيتين من طراز «كيرباينر 98ك». وفي 13 مايو من ذات العام، تم قص البنادق الألمانية وإزالتها من النصب التذكاري.